# Josef Freidenfelt

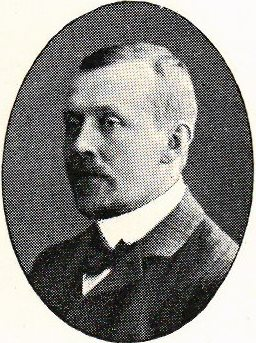
Josef Freidenfelt.

Karl Josef Teofil Freidenfelt, född 30 september 1867 i Jönköping, död 13 april 1930 på Frösön, var en svensk psykiater.
Freidenfelt blev student vid Uppsala universitet 1886, medicine kandidat vid Karolinska institutet i Stockholm 1892 och medicine licentiat där 1899. Han var underläkare vid länslasarettet i Örebro 1900–01, amanuens vid Lunds hospital 1901–02, underläkare vid Lunds asyl 1903–05, biträdande läkare vid Vadstena hospital 1905–11, hospitalsläkare i Vadstena 1911–14, vid Visby hospital 1914–15 och vid Frösö hospital från 1915 till sin död.
Freidenfelt var fängelseläkare i Visby 1914–15, vikarierande fängelseläkare i Östersund från 1916 och förordnad som sådan från 1921 till sin död. Han skrev Från en studieresa till Holland och Paris våren 1910 med ändamål att besöka sinnessjukanstalter och studera suggestionsbehandlingen vid psykoser och psyko-neuroser (Allmänna svenska läkartidningen 1911).